# Islote de Gosier
Islote de Gosier (en francés: Îlet du Gosier) es una pequeña isla de un kilómetro de largo situada a unos cientos de metros de la ciudad del mismo nombre (Gosier), en la isla caribeña de Guadalupe. Recibe su nombre de unos pelícanos de agua locales.
Es una isla del tipo coralina. Desde el año 2003 estaba bajo la protección de la Agencia de Protección Costera para garantizar su conservación, en colaboración con la Oficina Nacional Forestal y el Servicio Marítimo de la DDE (Direction départementale de l'Équipement). Un guardia costero se encarga del mantenimiento de este espacio natural. 
Este islote está deshabitado, pero se distingue por la presencia de un faro situado al sur de la isla.